# José Sánchez Bregua
José Sánchez Bregua (La Coruña, 15 de septiembre de 1818-ibíd., 19 de junio de 1897) fue un militar y político español.

## Biografía
Entró en el ejército como soldado raso en 1835 luchando contra el bando carlista en la primera guerra carlista. Fue alférez en las islas Filipinas entre 1844 y 1850 y posteriormente participó en la guerra de África, a partir de la cual se benefició de un rápido ascenso en el escalafón militar. En 1868 ascendió a general de división. Durante el gobierno de Prim ocupó el puesto de subsecretario de la Guerra. Posteriormente fue también el responsable de reprimir la insurrección del Ferrol. Fue ministro de Guerra entre el 9 de septiembre de 1873 y el 3 de enero de 1874 en el Gabinete de Castelar, por lo que el golpe de Estado de Pavía le sorprendió ejerciendo de ministro. Recibió el título de senador vitalicio en 1881.